# Warminster
Warminster è una cittadina di 17 379 abitanti della contea del Wiltshire, in Inghilterra.

## Monumenti e luoghi d'interesse
- Longleat House
  - Tiziano, Riposo durante la fuga in Egitto, 1512 circa

## Amministrazione

### Gemellaggi
- Flers, Francia[1]